# Vilhelm Wolfhagen
Vilhelm Wolfhagen (ur. 10 listopada 1889 w Kopenhadze, zm. 5 lipca 1958 we Frederikshavn) – duński piłkarz występujący podczas kariery na pozycji napastnika.
Dwukrotny srebrny medalista Igrzysk Olimpijskich: z Londynu w 1908 roku oraz ze Sztokholmu 4 lata później.
Całą swoją karierę klubową spędził w Kjøbenhavns Boldklub.